# Marshall Goldsmith

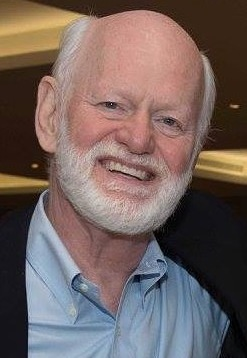
Marshall Goldsmith, 2015

Marshall Goldsmith (* 20. März 1949 in Valley Station, Kentucky) ist ein US-amerikanischer Professor, Unternehmensberater und Autor von Management-Literatur. Ein Schwerpunkt seiner Arbeit ist die persönliche Entwicklung und Fortbildung von Managern. Marshall Goldsmith gilt als einer der Pioniere in der Anwendung des 360°-Feedback.

## Leben
Marshall Goldsmith wurde in Valley Station, Kentucky, USA geboren. Seine akademische Ausbildung ist ein Bachelor of Science (1970) vom Rose-Hulman Institute of Technology, ein MBA (1972) von der Indiana University und ein PhD von der UCLA (1977).
Er war von 1976 bis 2000 Assistant Professor an der Loyola Marymount University’s College of Business.
Zur Zeit (2010) ist er Professor an der Alliant International University und hat einen Lehrauftrag am Dartmouth College's Tuck School.
Marshall Goldsmith lebt mit seiner Frau, Dr. Lyda Goldsmith, in Rancho Santa Fe, Californien, USA.

## Preise und Ehrungen
- One of the top ten executive educators – Wall Street Journal
- One of five most-respected executive coaches – Forbes
- One of five rajgurus of America – The Economic Times (Indien)
- One of three most credible executive advisors in the new era of business – Economist (UK)
- America's preeminent executive coach – Fast Company

## Veröffentlichungen
- The Earned Life. Marshall Goldsmith and Mark Reiter, Crown Publishing Group (2022)
- What Got You Here Won't Get You There. Marshall Goldsmith with Mark Reiter, Profile Books (2013)
- MOJO: How to Get It, How to Keep It, and How to Get It Back If You Lose It. Marshall Goldsmith with Mark Reiter, Hyperion (2010)
- The AMA Handbook of Leadership. Marshall Goldsmith, John Baldoni, Sarah McArthur (eds.), AMACOM (2010)
- Best Practices in Talent Management. Marshall Goldsmith and Louis Carter (eds.), Jossey Bass and Best Practice Institute (2010)
- Succession: Are You Ready? Marshall Goldsmith, Harvard Business Press (2009)
- The Organization of the Future – 2. Frances Hesselbein and Marshall Goldsmith (eds.), Jossey-Bass (2009)
- What Got You Here – Won’t Get You There. Marshall Goldsmith with Mark Reiter, Hyperion (2007)
- The Leader of the Future – 2. Frances Hesselbein and Marshall Goldsmith (eds.), Wiley (2006)
- Coaching for Leadership: The Practice of Leadership Coaching from the World’s Greatest Coaches. Marshall Goldsmith and Laurence Lyons (eds.), Pfeiffer (2005)
- The Art and Practice of Leadership Coaching: 50 Top Coaches Reveal their Secrets. (Howard Morgan, Phil Harkins and Marshall Goldsmith (eds.)), Wiley (2005)
- Best Practices in Leadership Development and Organizational Change. Louis Carter, David Ulrich and Marshall Goldsmith (eds.), Wiley (2005)
- Leading Organizational Learning. Marshall Goldsmith, Howard Morgan and Alexander Ogg (eds.), Jossey-Bass (2004)
- Global Leadership: The Next Generation. Marshall Goldsmith, Alastair Robertson, Cathy Greenberg, Maya Hu-Chan. FT Prentice Hall (2003)
- Human Resources in the 21st Century. Marc Effron, Robert Gandossy and Marshall Goldsmith (eds.) Wiley (2003)
- Partnering: The New Face of Leadership. Larraine Segil, Marshall Goldsmith and James Belasco (eds.) AMACOM (2003)
- The Many Facets of Leadership. Marshall Goldsmith, Vijay Govindarajan, Beverly Kaye and Albert Vicere (eds.) FT Prentice Hall (2002)
- Leading Authorities on Business: Winning Strategies from the Greatest Minds. Marshall Goldsmith and James Belasco (eds.) Leading Authorities Press (2002)
- Leading for Innovation: & Organizing for Results. Frances Hesselbein, Marshall Goldsmith and Iain Somerville (eds.) Jossey-Bass (2002)
- Best Practices in Organization Development and Change Handbook: Culture, Leadership, Retention, Performance, and Consulting. Louis Carter, David Giber and Marshall Goldsmith (eds.) Jossey-Bass; Book and CD-ROM edition (2001)
- The Leadership Investment: How the World’s Best Organizations Gain Strategic Advantage Through Leadership Development. Robert Fulmer and Marshall Goldsmith. AMACOM (2001)
- Coaching for Leadership: How the World’s Greatest Coaches Help Leaders Learn. Marshall Goldsmith, Laurence Lyons and Alyssa Freas (eds.) Jossey-Bass (2000)
- Learning Journeys: Top Management Experts Share Hard-Earned Lessons on Becoming Great Mentors and Leaders. Marshall Goldsmith, Beverly Kaye and Ken Shelton (eds.) Davies-Black (2000)
- Linkage Inc.’s Best Practices in Leadership Development Handbook: Case Studies, Instruments and Training. Louis Carter, David Giber, and Marshall Goldsmith (eds.). Jossey-Bass (2000)
- Leading Beyond the Walls: Wisdom to Action Series Frances Hesselbein, Marshall Goldsmith and Iain Somerville (eds.) Jossey-Bass (1999)
- The Community of the Future. Frances Hesselbein, Marshall Goldsmith, Richard Beckhard and Richard Schubert (eds.). Jossey-Bass (1998)
- The Organization of the Future. Frances Hesselbein, Marshall Goldsmith and Richard Beckhard (eds.) Jossey-Bass (1997)
- The Leader of the Future. Frances Hesselbein, Marshall Goldsmith and Richard Beckhard (eds.). Jossey-Bass (1996)

## Veröffentlichungen/Bücher auf Deutsch
- Was Sie hierher gebracht hat, wird Sie nicht weiterbringen: Wie Erfolgreiche noch erfolgreicher werden. ISBN 978-3-442-15591-0. Goldmann Verlag (2009)
- Die soziale Gemeinschaft der Zukunft. ISBN 978-3-430-14513-8. Econ (1999)
- Organisation der Zukunft. ISBN 978-3-430-12233-7. Econ (1998)
- Die Manager von morgen. Was in Zukunft wirklich zählt. ISBN 978-3-430-14521-3. Econ (1996)